# Idaea saturata
Idaea saturata là một loài bướm đêm trong họ Geometridae.